# UCIシクロクロスワールドカップ
UCIシクロクロスワールドカップ（UCI Cyclo-cross World Cup）は、国際自転車競技連合(UCI)が主催するシクロクロスのシーズンシリーズ戦の名称。

## 歴代成績上位者

### 男子
| 年        | 優勝                           | 2位                            | 3位                            |
| --------- | ------------------------------ | ------------------------------ | ------------------------------ |
| 1993 1994 | パウル・ヘライヘルス           | ダニー・デ・ビー               | マルク・ヤンセンス             |
| 1994 1995 | ダニエーレ・ポントーニ         | ドミニク・アルヌル             | ラドミール・シムーネク         |
| 1995 1996 | ルカ・ブラマーティ             | リハルト・フルネンダール       | ベアート・ヴァーベル           |
| 1996 1997 | アドリ・ファン・デル・プール   | リハルト・フルネンダール       | マルク・ヤンセンス             |
| 1997 1998 | リハルト・フルネンダール       | アドリ・ファン・デル・プール   | ダニエーレ・ポントーニ         |
| 1998 1999 | マリオ・デ・クレルク           | ダニエーレ・ポントーニ         | スヴェン・ネイス               |
| 1999 2000 | スヴェン・ネイス               | リハルト・フルネンダール       | マリオ・デ・クレルク           |
| 2000 2001 | リハルト・フルネンダール       | バルト・ウェレンス             | マリオ・デ・クレルク           |
| 2001 2002 | スヴェン・ネイス               | マリオ・デ・クレルク           | バルト・ウェレンス             |
| 2002 2003 | バルト・ウェレンス             | スヴェン・ネイス               | マリオ・デ・クレルク           |
| 2003 2004 | リハルト・フルネンダール       | スヴェン・ネイス               | バルト・ウェレンス             |
| 2004 2005 | ※                              | ※                              | ※                              |
| 2005 2006 | ※                              | ※                              | ※                              |
| 2006 2007 | ※                              | ※                              | ※                              |
| 2007 2008 | ※                              | ※                              | ※                              |
| 2008 2009 | スヴェン・ネイス               | バルト・ウェレンス             | ズデネク・シュティバル         |
| 2009 2010 | ズデネク・シュティバル         | ニールス・アルベルト           | スヴェン・ネイス               |
| 2010 2011 | ニールス・アルベルト           | ケヴィン・パウウェルス         | スヴェン・ネイス               |
| 2011 2012 | ケヴィン・パウウェルス         | スヴェン・ネイス               | ズデネク・シュティバル         |
| 2012 2013 | ニールス・アルベルト           | ケヴィン・パウウェルス         | スヴェン・ネイス               |
| 2013 2014 | ラルス・ファン・デル・ハール   | フィリップ・ウォルスレーベン   | ニールス・アルベルト           |
| 2014 2015 | ケヴィン・パウウェルス         | ラルス・ファン・デル・ハール   | コルネ・ヴァン・ケッセル       |
| 2015 2016 | ワウト・ファン・アールト       | ラルス・ファン・デル・ハール   | ケヴィン・パウウェルス         |
| 2016 2017 | ワウト・ファン・アールト       | ケヴィン・パウウェルス         | トム・ミューセン               |
| 2017 2018 | マチュー・ファン・デル・プール | ワウト・ファン・アールト       | トーン・アールツ               |
| 2018 2019 | トーン・アールツ               | ワウト・ファン・アールト       | マチュー・ファン・デル・プール |
| 2019 2020 | トーン・アールツ               | マイケル・ファントーレンハウト | エリ・イーゼルビット           |
| 2020 2021 | ワウト・ファン・アールト       | マチュー・ファン・デル・プール | マイケル・ファントーレンハウト |
| 2021 2022 | エリ・イーゼルビット           | マイケル・ファントーレンハウト | トーン・アールツ               |
| 2022 2023 | ローレンス・スウィーク         | マイケル・ファントーレンハウト | エリ・イーゼルビット           |

### 女子
| 年        | 優勝                             | 2位                                    | 3位                        |
| --------- | -------------------------------- | -------------------------------------- | -------------------------- |
| 2002 2003 | ダフニー・ファン・デン・ブラント | イルド・カンタン                       | アンヤ・ノビュス           |
| 2003 2004 | ハンカ・クフェルナーゲル         | マリアンヌ・フォス                     | マリリーヌ・サルヴェタ     |
| 2004 2005 | ※                                | ※                                      | ※                          |
| 2005 2006 | ※                                | ※                                      | ※                          |
| 2006 2007 | ※                                | ※                                      | ※                          |
| 2007 2008 | ※                                | ※                                      | ※                          |
| 2008 2009 | ハンカ・クフェルナーゲル         | ダフニー・ファン・デン・ブラント       | ケイティ・コンプトン       |
| 2009 2010 | ダフニー・ファン・デン・ブラント | マリアンヌ・フォス                     | サンヌ・ファン・パーセン   |
| 2010 2011 | サンヌ・ファン・パーセン         | キャサリン・コンプトン                 | マリアンヌ・フォス         |
| 2011 2012 | ダフニー・ファン・デン・ブラント | マリアンヌ・フォス                     | キャサリン・コンプトン     |
| 2012 2013 | キャサリン・コンプトン           | サンヌ・ファン・パーセン               | ニッキ・ハリス             |
| 2013 2014 | キャサリン・コンプトン           | ニッキ・ハリス                         | マリアンヌ・フォス         |
| 2014 2015 | サンヌ・カント                   | キャサリン・コンプトン                 | エレン・バン・ロイ         |
| 2015 2016 | サンヌ・カント                   | エヴァ・レヒナー                       | ニッキ・ハリス             |
| 2016 2017 | ソフィー・デ・ボーア             | サンヌ・カント                         | カテジナ・ナッシュ         |
| 2017 2018 | サンヌ・カント                   | ケイトリン・キーフ                     | エヴァ・レヒナー           |
| 2018 2019 | マリアンヌ・フォス               | サンヌ・カント                         | アンネマリー・ヴォルスト   |
| 2019 2020 | アンネマリー・ヴォルスト         | マーガリー・ロシェット                 | ケイトリン・キーフ         |
| 2020 2021 | ルシンダ・ブランド               | セイリン・デル・カルメン・アルバラード | デニス・ベッツィマ         |
| 2021 2022 | ルシンダ・ブランド               | デニス・ベッツィマ                     | プック・ピーテルス         |
| 2022 2023 | フェム・ファン・エンペル         | プック・ピーテルス                     | シリン・ファン・アンローイ |

※ 2004-2005、2005-2006、2006-2007、2007-2008の各年シーズンはUCIにおける個人総合表彰が実施されなかった。

### 男子U23
総合優勝者
| 年        | 選手名                         |
| --------- | ------------------------------ |
| 2004-2005 | マルティン・ビーナ             |
| 2005-2006 | ケヴィン・パウウェルス         |
| 2006-2007 | ニールス・アルベルト           |
| 2007-2008 | ニールス・アルベルト           |
| 2008-2009 | フィリップ・ワルスレベン       |
| 2009-2010 | トム・メーウセン               |
| 2010-2011 | ラルス・ファン・デル・ハール   |
| 2011-2012 | ラルス・ファン・デル・ハール   |
| 2012-2013 | ウィーツ・ボスマンス           |
| 2013-2014 | マチュー・ファン・デル・プール |
| 2014-2015 | マイケル・ファントーレンハウト |
| 2015-2016 | エリ・イーセルビット           |
| 2016-2017 | ヨリス・ニューエンハイス       |
| 2017-2018 | トム・ピッドコック             |
| 2018-2019 | トム・ピッドコック             |